# Kriegspiel
Kriegspiel (niem. gra wojenna) to opracowana pod koniec XIX wieku odmiana szachów. Jej twórcą jest Henry Michael Temple. Celem gry jest danie mata królowi.

## Zasady
Każdy z dwóch graczy ma swoją szachownicę, na której ustawia bierki swojego koloru. Rywale nie widzą nawzajem swoich szachownic. W czasie rozgrywki znają położenie tylko swoich bierek. Pełny obraz gry ma tylko arbiter, który na swojej szachownicy odtwarza aktualne ustawienie.
Zasady ruchu są identyczne jak w tradycyjnych szachach. Gdy jeden z graczy wykona swój ruch, arbiter informuje o tym jego przeciwnika i przychodzi kolej na jego posunięcie. W momencie, gdy któryś chce wykonać niemożliwy ruch, arbiter mówi "ruch niemożliwy".
W każdym momencie gry gracz może zapytać, czy wolno mu zbić bierkę przeciwnika. Można wtedy spróbować bicia, i jeśli jest ono prawidłowe, sędzia informuje o tym graczy. W przeciwnym razie, oznajmia "ruch niemożliwy". Po zbiciu arbiter informuje gdzie do niego doszło, nie podając, jaka bierka została zbita i jaka atakowała.
W razie szacha sędzia informuje, czy dany on został wzdłuż kolumny, rzędu, po przekątnej czy przez skoczka.